# The Evil Jeanius
The Evil Jeanius è un album collaborativo tra il duo hip hop statunitense Blue Sky Black Death e la rapper connazionale Jean Grae, pubblicato nel 2008.
| Recensione | Giudizio |
| ---------- | -------- |
| AllMusic   | positivo |
| HipHopDX   | [ 2 ]    |
| PopMatters | [ 3 ]    |
| RapReviews | [ 4 ]    |

## Tracce
Testi di Ian Taggart, Ryan Maguire, Tsidi Ibrahim.
1. Shadows Forever – 3:37
2. Ahead of the Game (featuring Blacastan) – 4:05
3. Strikes – 4:00
4. Threats (featuring Chen Lo) – 4:06
5. Away with Me – 3:51
6. Even on Your Best Day – 3:23
7. Take It Back – 3:00
8. Lights Out – 3:33
9. Nobody'll Do It for You – 2:53
10. It's Still a Love Song – 5:04